# Letitia Woods Brown
Letitia Woods Brown (Tuskegee, 24 de octubre de 1915-Washington D. C., 3 de agosto de 1976) fue una investigadora e historiadora estadounidense. Obtuvo una maestría en 1935 en la Universidad Estatal de Ohio, se desempeñó como investigadora e historiadora durante más de cuatro décadas y se convirtió en una de las primeras mujeres afroestadounidenses en obtener un doctorado en historia en la Universidad de Harvard.
Como docente, inició su carrera en el condado de Macon, Alabama, entre 1935 y 1936. Más tarde, en 1937, se convirtió en instructora de historia del Instituto Tuskegee, pero lo abandonó en 1940. Entre 1940 y 1945 trabajó en LeMoyne-Owen College en Memphis, Tennessee, como tutora. De 1968 a 1971, se desempeñó como profesora Fulbright en la Universidad de Monash y en la Universidad Nacional de Australia, seguido de un período en 1971 trabajando como consultora en el Instituto Ejecutivo Federal.
Desde 1971 a 1976 se desempeñó como profesora de historia en la facultad afroestadounidense de la Universidad George Washington y se convirtió en la primera miembro negra a tiempo completo. También se desempeñó como consultora principal para el Proyecto de Historia Oral de Mujeres Negras de la Biblioteca Schlesinger durante el transcurso de su carrera profesional. Además de enseñar historia, escribió y contribuyó a libros sobre Washington D. C., como Washington de Banneker a Douglas, 1791–1870 y Washington in the New Era, 1870–1970.

## Biografía

### Primeros años
Letitia Woods Brown (de soltera Letitia Christine Woods) nació en octubre de 1915, hija de Evadne Clark Adam Woods y Matthew Woods en Tuskegee, Alabama. Los Woods eran una familia de clase media; ambos padres trabajaron como profesores en el Instituto Tuskegee (ahora Universidad de Tuskegee), una escuela industrial establecida por Booker T. Washington. Su padre se educó en el Instituto Tuskegee. Su madre, fue una de los doce hijos de Lewis Adams y Theodosia Evadne Clark. Su abuelo, Lewis Adams, era un ex esclavo que se convirtió en administrador y comisionado de la Escuela Normal de Tuskegee en 1881. Todos ellos sirvieron como educadores en todo el sur de Estados Unidos.
Asistió al Instituto Tuskegee, al igual que su padre. Se graduó con una licenciatura en ciencias en 1935, durante la Gran Depresión. Mientras continuaba su educación, se desempeñó brevemente como maestra en el sistema escolar segregado del condado de Macon, Alabama. Una vez afirmó: "La escuela rural para negros en la era segregada posterior a la depresión estaba privada desde cualquier punto de vista. Nunca hubo suficientes libros y la maestra tenía que proporcionar su propia tiza, papel, lápices". Posteriormente obtuvo una Maestría en Historia de la Universidad Estatal de Ohio en 1937. Era una época en la que era poco probable que las mujeres afroestadounidenses continuaran sus estudios superiores y obtuvieran títulos. Después de graduarse de la Universidad Estatal de Ohio, ella y un grupo de estudiantes de dicha universidad viajaron a Haití para adquirir conocimientos académicos sobre la historia y la literatura  del Caribe. Más tarde escribió: "Ese viaje fue mi primera salida para ver el mundo".

### Carrera
A su regreso de Haití, se mudó a Alabama en 1937 y trabajó en el Instituto Tuskegee como profesora de historia hasta 1940. Ese mismo año, se unió al LeMoyne-Owen College como profesora de historia después de mudarse de Alabama a Memphis, Tennessee. Continuó enseñando en LeMoyne-Owen College hasta 1945. Ella enfrentó el mismo problema que la mayoría de los educadores negros durante esa época, en el sentido de que se les ofrecieron nombramientos para puestos docentes en educación superior sólo en universidades y colegios históricamente afroestadounidenses. Regresó brevemente en 1945 a la Universidad Estatal de Ohio para tomar clases adicionales de historia y geografía oriental.
Obtuvo un doctorado en historia por la Universidad de Harvard donde conoció a Theodore Edward Brown; la pareja se casó en 1947 y se mudó a la ciudad natal de su marido, Harlem.
Se mudaron nuevamente a Mount Vernon, Nueva York, donde ella trabajó en el consejo local de salud y bienestar. Sus esfuerzos en la campaña electoral para elegir a un afroestadounidense resultaron exitosos y Harold Wood fue elegido miembro de la Junta de Supervisores del condado de Westchester. Ella escribió: "En un momento dado, el plan que proyectamos para elegir a un negro para la Junta de Supervisores del Condado sonó tan convincente que decidimos que realmente deberíamos intentarlo... Harold Wood ganó las elecciones y se convirtió en el primer negro en servir en Westchester. Junta de Supervisores del Condado".
La familia se mudó nuevamente en 1956 a Washington D. C.. Allí trabajó en la Oficina de Asistencia Técnica como economista. Estando ahí creció su interés por la historia afroestadounidense del Distrito de Columbia.  En años posteriores, el tema se convirtió en una parte importante de sus conferencias e investigaciones. Durante su curso de doctorado en Harvard, enseñó en la universidad, primero como profesora de ciencias sociales y luego de historia, de 1961 a 1970. Posteriormente fue nombrada profesora asociada. Además de enseñar e investigar para su tesis doctoral, ella y su esposo capacitaron al primer grupo de voluntarios del Cuerpo de Paz en preparación para un despliegue en Ghana en 1961.
En 1966, completó su curso de doctorado en historia, dieciocho años después de comenzar, para convertirse en una de las primeras mujeres afroestadounidenses en obtener un doctorado en la Universidad de Harvard.
En 1968, se desempeñó como profesora Fulbright en la Universidad Nacional de Australia y en la Universidad de Monash. Viajó a todas partes del sur de Asia y el sur de Europa, incluidos Singapur, Jaipur, Estambul, Francia e Italia antes de regresar a Estados Unidos. A su regreso en 1971, se convirtió en profesora del Departamento de Estudios Americanos de la Universidad George Washington. Fue la única miembro negra de la facultad que trabajó a tiempo completo.  Siguió siendo miembro de la Universidad George Washington hasta su fallecimiento.
Posterior a su regreso sirvió en el comité de la Asociación Histórica Estadounidense hasta 1973. Sus esfuerzos ayudaron a establecer la Sociedad Histórica de Columbia de Washington D. C., en 1973.
Dominando el uso de la historia oral, también trabajó en el proyecto de Historia Oral de Mujeres Negras de la Biblioteca Schlesinger en Radcliffe College como consultora principal.

### Vida personal
Brown se casó con Theodore Edward Brown, un estudiante de economía que conoció en la Universidad de Harvard en 1947. Tuvieron dos hijos: Lucy Evadne Brown nacida en 1948 y Theodore Edward Brown Jr. nacido en 1951.

### Fallecimiento
Falleció en su casa a los 60 años el 3 de agosto de 1976, en Washington D. C., después de luchar contra el cáncer que padecía.
El profesor de filosofía de la Universidad George Washington, Roderick S. French, dijo en el servicio conmemorativo celebrado en la Capilla de Belén de la Catedral Nacional el 7 de agosto de 1976 que:

Letitia Woods Brown, fuerte, inteligente y de buen humor, fue nuestra instructora para todos nosotros. No puedo imaginar a la persona -hombre o mujer- lo suficientemente afortunada de estar asociada con ella, que hubiera sido tan complaciente o tan dogmática como para no haber sido sorprendida por Leticia con una nueva comprensión. Su inteligencia creativa fue continua, inmediata, última por especialización e individual.

## Legado
Tras su fallecimiento en 1976, la Asociación de Historiadoras Negras, bajo la presidencia de Nell Irvin Painter, estableció un premio en su nombre, el Letitia Woods Brown Memorial Book Award en 1983 para honrar a los académicos cuyas publicaciones en el campo de la historia de las mujeres afroestadounidenses son los mejores ejemplos. Una conferencia anual de historia en la Sociedad Histórica de Washington D. C., se denominó "La Conferencia de Letitia Woods Brown". La beca Letitia Woods Brown también fue establecida por la Universidad George Washington en el campo de la historia y la cultura afroestadounidense.
En noviembre de 2013, la Universidad George Washington organizó la Conferencia en memoria de Letitia Woods Brown para celebrar su memoria. La ceremonia fue gratuita y abierta al público. En la conferencia estuvo presente, entre otros, Steven Knapp, presidente de la Universidad George Washington. Durante la conferencia, Knapp describió a Brown como "la primera profesora afroestadounidense de tiempo completo en George Washington, una estudiosa de la historia del Distrito de Columbia y una defensora incansable de la preservación del patrimonio de la ciudad".

## Publicaciones
Además de desempeñarse como docente e investigadora, escribió y contribuyó a varios libros durante sus últimos años. Algunos de sus libros son:
- Washington from Banneker to Douglass, 1791 – 1870 (1971) en coautoría con Elsie M. Lewis.[14]
- Washington in the New Era, 1870 – 1970 (1972), en coautoría con Richard Wade.[11]
- Free Negroes in the District of Columbia, 1790–1846 [15][6]
- Residence Patterns of Negroes in the District of Columbia, 1800–1860 [16]
- Free Negroes in the Original District of Columbia[17]